# Katera
Katera es una ciudad en el Distrito de Jhansi, Uttar Pradesh, India. Es la ciudad más grande de Uttar Pradesh y su sede se encuentra en el distrito de Jhansi.
Las características geográficas alrededor de este pueblo incluyen lagos como Nandsagar, Geoda Tal.

## Conectividad
Hay muchos autobuses y taxis conectando con El pueblo está bien conectado por carretera. Todo el camino de la estación lo conecta con Bangra en la carretera de Jhansi-Mirzapur.
La estación de ferrocarril más cercana es Teharka, Madhya Pradesh, que está a unos 7 km de este localidad.
Sólo hay una sucursal bancaria en esta área, es decir, Punjab National Bank.
Hay muchas escuelas primarias en katera. Rajkiya Inter College es una escuela intermedia sólo en katera.

## Cultura
La lengua de Bundekhandi se habla extensamente en esta área.
Hay muchas comunidades que viven en esta área: Jain (17%), musulmanes (10%), hindúes (72%), otros (1%)